# Liste der geschützten Landschaftsbestandteile in Rostock
Die Liste der geschützten Landschaftsbestandteile in Rostock nennt die geschützten Landschaftsbestandteile in der Hansestadt Rostock in Mecklenburg-Vorpommern.

## Liste
| Bild                      | Nr.      | Bezeichnung                   | Gemarkung          | Position                                         | Beschreibung | Verordnung |
| ------------------------- | -------- | ----------------------------- | ------------------ | ------------------------------------------------ | --- | ---------- |
|                           | HRO 002  | Laichgewässer Lütten Klein    | Hansestadt Rostock | 54° 8′ 45,3″ N, 12° 3′ 22,6″ O                   | 1,84 ha. Laichgewässer für Amphibien sowie Weidengehölz. Heckenbereich und Spontanvegetationsfläche am Dragungraben. | 1994       |
|                           | HRO 003  | Feuchtgebiet Groß Klein       | Hansestadt Rostock | 54° 8′ 57,5″ N, 12° 5′ 0,8″ O                    | 2,25 ha. Ökologisch wertvolles Feuchtgebiet mit einem Kleingewässer. Bedeutung als Rückzugsgebiet für zahlreiche geschützte Tier- und Pflanzenarten.                                                                                     | 1994       |
|                           | HRO 005  | Toitenwinkler Bruch           | Hansestadt Rostock | 54° 6′ 50,8″ N, 12° 7′ 33,3″ O                   | 25 ha. Artenreiche Moorwiesengesellschaften mit Vorkommen von 19 verschiedenen Pflanzengesellschaften und bisher ca. 160 nachgewiesenen Pflanzenarten. Bemerkenswerte Vogelfauna mit 34 Brutvogelarten. Bedeutung für den Biotopverbund. | 1993       |
|                           | HRO 006  | Hundsburg                     | Hansestadt Rostock | 54° 7′ 53,3″ N, 12° 5′ 21″ O                     | 7,5 ha. Ehemaliger Burgstandort am Ufer der Unterwarnow mit zusammenhängendem Schilfgebiet. Die vorgelagerte Wasserfläche hat zur Rast- und Zugzeit der Wasservögel eine hohe Bedeutung.                                                 | 1993       |
| Feuchtgebiet am Laakkanal | HRO 007  | Feuchtgebiet am Laakkanal     | Hansestadt Rostock | 54° 9′ 26,9″ N, 12° 4′ 56,4″ O                   | 25,3 ha. Feuchtsenke mit Salztorfen und Laakkanal mit ehemaliger Ostseekiesaufspülung, zwei Kleingewässer und eine größere Röhrichtfläche.                                                                                               | 1994       |
|                           | HRO 011  | Grenzgrabenwiese              | Hansestadt Rostock | 54° 3′ 53,8″ N, 12° 4′ 19,1″ O                   | 1,6 ha. Für die ländlich geprägte Südwestregion der Hansestadt Rostock landschaftstypische Feuchtwiese mit vielfältigen floristischen und faunistischen Arteninventar.                                                                   | 1994       |
|                           | HRO 012  | Wiesenrest am Kringelgraben   | Hansestadt Rostock | 54° 4′ 9,2″ N, 12° 6′ 23,7″ O                    | 2,5 ha. Letzter Rest einer natürlichen Feuchtwiesenvegetation am Kringelgraben, unverzichtbarer Bestandteil eines Grünzuges für die Südstadt.                                                                                            | 1993       |
|                           | HRO 014  | Hellbachtal                   | Hansestadt Rostock | 54° 3′ 54,7″ N, 12° 8′ 11,7″ O                   | 14 ha. Nördlichstes Seitental der Oberwarnow mit naturnahem Bachverlauf, bachbegleitende Wiesen und Quellmoore mit Vorkommen von zahlreichen geschützten und bedrohten Tieren und Pflanzen. Wichtige Bedeutung für den Biotopverbund.    | 1994       |
|                           | HRO 015  | Schepenwiese                  | Hansestadt Rostock | 54° 3′ 33,4″ N, 12° 8′ 41,8″ O                   | 1,8 ha. Aufgelassene Trollblumen-Kohldistel-Feuchtwiese mit hohem Wasserstand. Letzter zusammenhängender Trollblumenbestand im Stadtgebiet von Rostock.                                                                                  | 1993       |
|                           | HRO 016  | Weidenbruchwald am Wasserwerk | Hansestadt Rostock | 54° 4′ 36,8″ N, 12° 8′ 59″ O                     | 10,7 ha. Der letzte, in natürlicher Sukzession entstandene, Weidenbruchwald innerhalb des Rostocker Stadtgebietes. | 1994       |
|                           | HRO 018  | Kassebohmer Kleingewässer     | Hansestadt Rostock | 54° 4′ 17,9″ N, 12° 10′ 9,5″ O                   | 5 ha. Mehrere Sölle im Wohngebiet Kassebohm. Bedeutung als wichtige Rückzugsräume für an Wasser gebundene Tiere und Pflanzen. | 1993       |
|                           | HRO 022  | Dierkower Moorwiese           | Hansestadt Rostock | 54° 6′ 32,7″ N, 12° 8′ 41,6″ O                   | 19 ha. Moorniederung in einem Seitental der Unterwarnow. Verzahnung von Feuchtwiesen, Seggenrieden, Schwingmooren, Pfeifengraswiesen und Erlenbeständen auf engstem Raum.                                                                | 1993       |
|                           | HRO 025a | Toitenwinkler Feuchtgebiet    | Hansestadt Rostock | 54° 7′ 47,1″ N, 12° 7′ 47,3″ O                   | 13 ha, in drei Teilflächen. Drei Feuchtgebiete mit unterschiedlicher Ausstattung: Vorkommen von Erlenbrüchen, Weidengebüschkomplexen, Röhrichten, Großseggenrieden, Verlandungsbereichen und Kleingewässern.                             | 1993       |
|                           | HRO 025b | Toitenwinkler Feuchtgebiet    | Hansestadt Rostock | 54° 7′ 29″ N, 12° 8′ 0,5″ O                      | 13 ha, in drei Teilflächen. Drei Feuchtgebiete mit unterschiedlicher Ausstattung: Vorkommen von Erlenbrüchen, Weidengebüschkomplexen, Röhrichten, Großseggenrieden, Verlandungsbereichen und Kleingewässern.                             | 1993       |
|                           | HRO 025c | Toitenwinkler Feuchtgebiet    | Hansestadt Rostock | 54° 7′ 41,5″ N, 12° 8′ 12,2″ O                   | 13 ha, in drei Teilflächen. Drei Feuchtgebiete mit unterschiedlicher Ausstattung: Vorkommen von Erlenbrüchen, Weidengebüschkomplexen, Röhrichten, Großseggenrieden, Verlandungsbereichen und Kleingewässern.                             | 1993       |
|                           | HRO 026  | Hinrichsdorfer Erlensumpf     | Hansestadt Rostock | 54° 7′ 33,9″ N, 12° 9′ 22,1″ O                   | 1,5 ha. Bindeglied im Biotopverbund zwischen den Swienskuhlen und der Stadt. | 1993       |
|                           | HRO 028  | Swienskuhlen                  | Hansestadt Rostock | 54° 8′ 14,6″ N, 12° 8′ 40,2″ O                   | 69 ha. Feuchtgebiet auf grundwassernaher Lehmmoräne mit Eschenbeständen und bemerkenswerten Orchideenbestand. Bedeutung für den Biotopverbund.                                                                                           | 1993       |
|                           | HRO 029  | Heidenholz                    | Hansestadt Rostock | 54° 8′ 50,6″ N, 12° 9′ 23,5″ O                   | 12 ha. Feuchter Waldbereich mit artenreicher Bodenflora und Vorkommen von fünf Orchideenarten. | 1993       |
|                           | HRO 033  | Wollkuhl                      | Hansestadt Rostock | 54° 10′ 31,8″ N, 12° 8′ 16,9″ O                  | 9 ha. Salzwiesenvorkommen am Ufer des Breitling. | 1993       |
|                           | HRO 043  | Stubbenwiese                  | Hansestadt Rostock | 54° 11′ 40″ N , 12° 8′ 35,7″ O 54.19444 12.14325 | 2 ha. Intensiv genutzte Feuchtwiese mit hoher Vielfalt an Pflanzenarten. Unter diesen befinden sich mehrere geschützte und gefährdete Arten.                                                                                             | 1993       |
|                           | HRO 045  | Hohe Düne                     | Hansestadt Rostock | 54° 11′ 15,2″ N, 12° 7′ 56,4″ O                  | 3 ha. Dünenabschnitt mit Vorkommen aller wesentlichen Pflanzenarten der Rostocker Dünen, gehäuftes Auftreten von östlichen Florenelementen (z. B. Vorkommen des nach Roter Liste M-V vom Aussterben bedrohten Sand-Lieschgrases).        | 1993       |